# Рибниця-на-Похорю
Рибниця-на-Похорю (словен. Ribnica na Pohorju) — поселення в общині Рибниця-на-Похорю, Регіон Корошка, Словенія. Висота над рівнем моря: 684,2 м.